# Heinz Rapp
Heinz Rapp (* 25. Juli 1924 in Schramberg; † 7. März 2007) war ein deutscher Politiker (SPD).
Heinz Rapp machte nach Krieg und Gefangenschaft als Externer sein Abitur. 1950 ehelichte er Maria Elisabeth Fischer (1929–2016), erste Tochter von Johann Georg Fischer und Gretchen Schweizer, die zu dieser Zeit das gegenüber dem Schramberger Rathaus gelegene Pelz- und Schuhhaus Rudolph Schweizer leiteten.
Er trat 1957 in die SPD ein und war von 1972 bis 1987 für den Wahlkreis Göppingen Mitglied des Deutschen Bundestages. Er wurde dabei stets über die Landesliste Baden-Württemberg gewählt.
Er war korrespondierendes Mitglied der SPD-Grundwerte-Kommission.
1979 wurde er Mitglied des Zentralkomitees der Deutschen Katholiken.

## Schriften
- mit Helmut Schieber: Was ist der Wert des Geldes wert? Diagnose und Therapie der chronisch gewordenen Geldentwertung. Europäische Verlagsanstalt, Köln u. a. 1977, ISBN 3-434-00292-8.